# Січко Василь Петрович

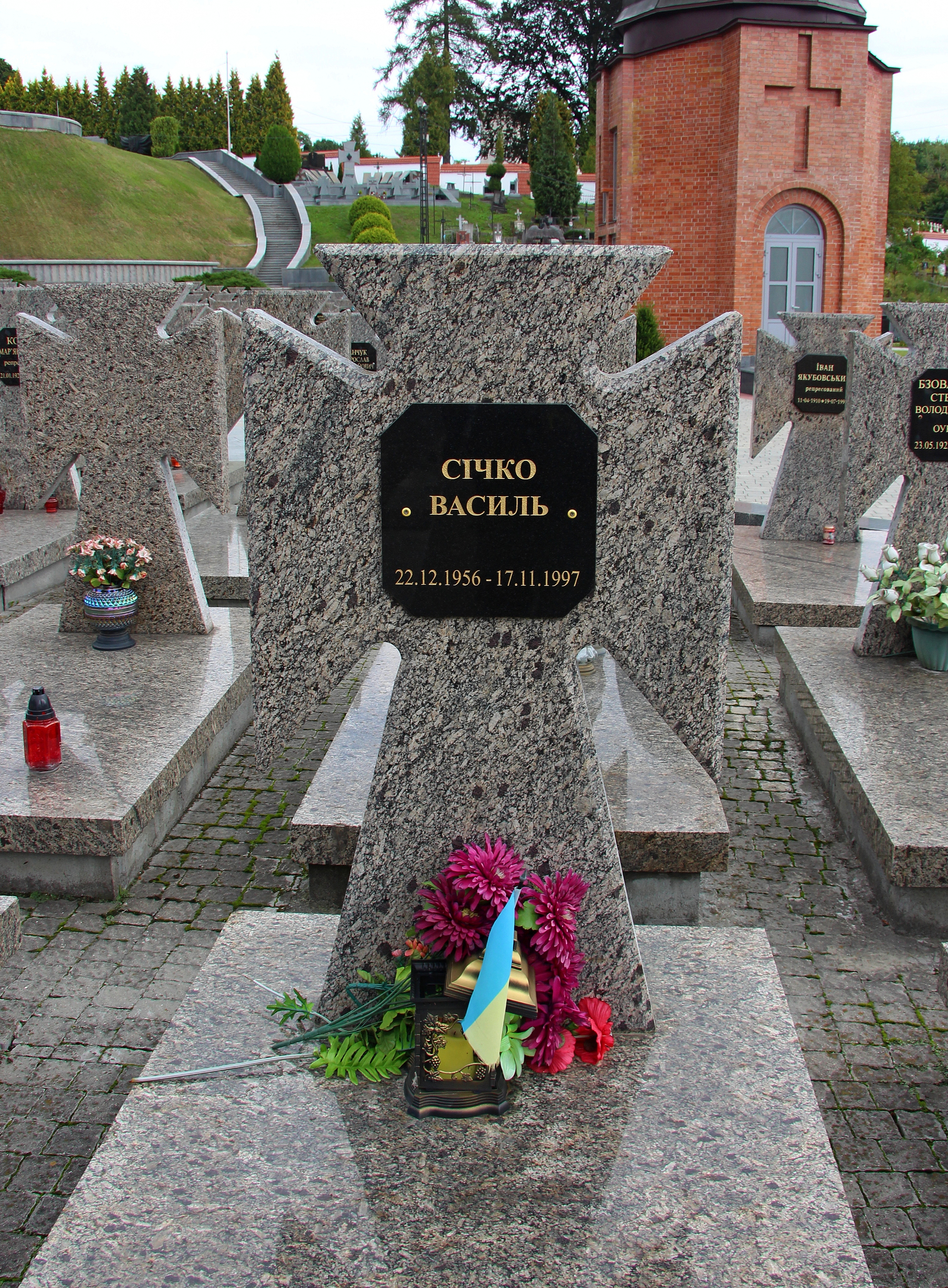
Могила Василя Січка

Січко Василь Петрович (нар. 22 грудня 1956, селище Стєкольний, Магаданська область — пом.17 листопада 1997, м. Чикаґо США) — український дисидент, член Української Гельсінської групи, лідер Української Християнсько-Демократичної партії. Син учасників національно-визвольної боротьби, політв'язнів Стефанії Петраш та Петра Січка. Почесний громадянин Долини.

## Життєпис

### Освіта
У 1957 родина Січків повернувся із заслання у с. Витвиця Долинського р-ну на Станіславщині. Через рік сім'я оселилися в м. Долина.
Василь Січко у 1974 р. закінчив 10-й клас Долинської середньої школи № 1 та здав іспити на журналістський факультет Львівського університету, однак не був прийнятий як син колишніх політв'язнів. Рік працював токарем на Струтинському заводі металовиробів.

### Університет
У 1975 вступив на факультет журналістики Київського університету. Навчаючись в університеті у 1976-77 роках, Василь Січко написав статті «Хрести на дорозі», «Чому мовчать радянські люди». Вони йому згодом були інкриміновані як антирадянські.

### Перші переслідування
У січні 1977 на Василя Січка почалися цькування викладачів за вказівками КДБ, зокрема, викладачка російської мови поставила «двійку» на екзамені, арґументуючи тим, що він не виконує її вимоги розмовляти в гуртожитку і в місті російською мовою та що в нього поганий акцент.
20 липня 1977 Василя Січка наказом ректора № 506 виключили з журналістського факультету «за неуспішність». Він оскаржив безпідставне недопущення його до сесії, а 12 серпня надіслав до ЦК КПРС заяву про незаконне виключення його з університету. Відповідь надійшла з Міністерства освіти УРСР, де було вказано, що причиною виключення є «академзаборгованість».
18 вересня Василь Січко здав у Московський райвідділ міліції м. Києва документи громадянина СРСР і оприлюднив заяву про відмову від радянського громадянства та завимагав дозволу на еміґрацію до США для отримання громадянства цієї країни і набуття там вищої освіти. Також здав свій комсомольський квиток у ЦК ЛКСМУ.

## Дисидентська діяльність
17 січня 1978 арешт і проведення експертизи в Івано-Франківській психіатричній лікарні.

### Українська Гельсінська Група
26 лютого 1978 Василь Січко, а 30 квітня його батько стають членами Української Громадської Групи сприяння виконанню Гельсінкських угод, їхні імена зיявляються під документами УГГ.
9 січня 1979 Василь і Петро Січки пробилися до зали, де йшов судовий процес над членом УГГ Василем Стрільцівим і звернулися до свідків звинувачення із закликом не йти проти свого сумління і не піддаватися тискові КДБ.

### Протест на могилі Володимира Івасюка
22 травня 1979, у день похорону у Львові композитора Володимира Івасюка, Василя Січка, його батька та Василя Стрільціва викликано до КДБ в Івано-Франківськ. 10 червня, на Трійцю, Василь Січко виступив на громадянській панахиді на Личаківському кладовищі і сказав, що Володимир Івасюк не покінчив життя самогубством — його замордували. Він тут же склав присягу: «Друже, ми продовжимо боротьбу з ворогами, які знищили тебе, ми будемо боротися, поки Україна стане вільною і незалежною».

### Ув'язнення
27 червня 1979 прокурор Львівської області порушив кримінальну справу проти Василя і Петра Січків за ознаками ст. 187-І КК УРСР («розповсюдження наклепницьких вигадок, які паплюжать радянський державний і суспільний лад»), а 5 липня вони були затримані.
4 грудня 1979 у Львівському обласному суді відбувся судовий процес над Василем і Петром Січками, про який родина не знала. Підсудні не вставали, не брали участі в суді, відмовилися від останнього слова. Вирок: синові — 3 р. таборів посиленого, батькові — 3 р. суворого режиму. 10.12 Січки відмовилися одержувати копію вироку і оскаржувати його в касаційному порядку.
Покарання відбував у м. Черкаси, в таборі посиленого режиму ЕЧ-325/62. 3 грудня 1981, за півроку до закінчення терміну ув'язнення, Василь Січко звинувачений у «зберіганні без мети збуту наркотичних речовин», 10 грудня 1981 судовий відділ Придніпровського РВВС м. Черкаси порушив кримінальну справу № 1080 за ст. 229-6 ч.1 КК УРСР.
4 січня 1982 Придніпровський районний суд м. Черкаси у камері СІЗО засудив Василя Січка на 3 роки ув'язнення в таборах суворого режиму. Карався у таборі ИВ-301/86, м. Вінниця.

## Сімейне життя
Звільнений 7 липня 1985, однак ще отримав рік адміністративного нагляду. Працевлаштувався на пилораму заводу залізобетонних виробів у м. Долині.
Ще в тюрмі захворів на туберкульоз, рік лікувався.
У 1987 одружився з Лесею, 1988 народився син Петро, 1991 — донька Стефанія.

## Нова боротьба за незалежність
11 березня 1988 оприлюднено Звернення Української Гельсінської Групи до української та світової громадськості про відновлення її діяльності, серед 19 осіб, які поставили свої підписи — Василь і Петро Січки.
У квітні 1988 Василь Січко пише програму і статут Українського Християнсько-Демократичного Фронту. 26 квітня, на другу річницю чорнобильської катастрофи, УХДФ уперше підніс на мітингу у Львові синьо-жовтий прапор.
Цього ж 1988 участь у голодуваннях та мітингах в Галичині та у Москві з вимогою леґалізувати Українську Греко-Католицьку Церкву.
1 листопада 1988 — офіційна дата заснування УХДФ, де Василя Січка обрано головою. З 21 квітня 1990 організацію перейменовано на Українську Християнсько-Демократичну Партію (УХДП).
У травні 1989, в 10-у річницю загибелі В. Івасюка, Василь Січко активно долучається до організації панахиди на Личаківському цвинтарі, 4 червня — організовує мітинг у Калуші, а 11 червня — проводить перший несанкціонований мітинг у Долині, за що його було заарештовано на 10 діб.

## У незалежній державі
У 1994 Василь Січко — кандидат у народні депутати України в Івано-Франківському окрузі № 157.
З 1995 — Почесний Голова УХДП з правом вето.
27 травня 1996 поїхав до США. Проживав у місті Чикаго.
17 листопада 1997 року загинув у пожежі за нез'ясованих обставин. 30.11 1997 стараннями брата Володимира тіло було привезено до Львова. 2 грудня похований поруч з матір'ю на 76 полі Личаківського цвинтаря.

## Державні нагороди
- Орден «За мужність» I ст. (8 листопада 2006)[1] — за громадянську мужність, самовідданість у боротьбі за утвердження ідеалів свободи і демократії та з нагоди 30-ї річниці створення Української Громадської Групи сприяння виконанню Гельсінкських угод (посмертно).
- 24 вересня 2015 року на честь родини Січків названо провулок у місті Долині.[2]